# McNeil
McNeil Laboratories är ett amerikanskt läkemedelsföretag som numera är ett dotterbolag till läkemedelskoncernen Johnson & Johnson. Företaget grundades 17 mars 1879 av den 23-årige farmaceuten Robert McNeil som köpte en apoteksinrättning med komplett inredning för 167 dollar i Philadelphia i USA. 1933 startade McNeil, tillsammans med sin son, McNeil Laboratories, som inriktade sig på marknadsföring av receptbelagda läkemedel åt sjukhus, apotekare och läkare. 1953 utvecklade man läkemedlet Algoson, vilket innehöll paracetamol tillsammans med det lugnande medlet natriumbarbiturat. 1955 släppte företaget barnläkemedlet Tylenol, endast innehållande paracetamol.
1959 köptes företaget upp av Johnson & Johnson och ett år senare blev Tylenol receptfritt. 1961 flyttade företaget till sitt nuvarande huvudkontor i Fort Washington. 1977 delades företaget upp i två grenar: McNeil Pharmaceutical och McNeil Consumer Healthcare.
2006 lyckades man komma in på den svenska marknaden genom förvärvet av Pfizer Consumer Healthcare (i Sverige tidigare känt som Pharmacia & Upjohn), vilket bland annat gav dem kontroll över varumärkena Treo, Ipren, Nicorette och Listerine.